# 南日野村
南日野村（みなみひのむら）は福井県南条郡にあった村。現在の南越前町の北端、北陸本線・南条駅の周辺、概ね日野川左岸にあたる。

## 地理
- 山岳 ： 連光坊山、日野山
- 河川 ： 日野川

## 歴史
- 1889年（明治22年）4月1日 - 町村制の施行により、上平吹村、脇本村、清水村、東谷村、西大道村及び東大道村の区域をもって、南日野村が発足する。
- 1954年（昭和29年）1月1日 - 南日野村、北杣山村及び南杣山村が合併して、南条村が発足する。

## 村長
- 今村七平

## 交通

### 鉄道路線
- 日本国有鉄道
  - 北陸本線
    - 鯖波駅（現・南条駅）

### 道路
- 北陸道（現・国道365号）